# Championship Scramble
O Championship Scramble é um tipo de luta criado pela WWE. Foi usada pela primeira vez no evento de pay-per-view Unforgiven de 2008, onde houve três edições da luta.

## Regras
O combate tem o tempo limite de vinte minutos, sendo o combate começado por dois lutadores escolhidos ao acaso. 
Depois, de cinco em cinco minutos, um novo lutador entra o combate até que todos os cinco competidores estejam no ringue. 
Um pinfall ou submissão pode ser conseguido a qualquer momento. O lutador que conseguir o pin ou submissão é reconhecido como campeão "temporário" até algum outro lutador conseguir um pin ou submissão. 
O lutador que terminar os 20 minutos como campeão "temporário" será declarado o novo campeão.

## Histórico
| Nº | Evento e data                    | Combate                                                                                               | Campeões interinos |
| -- | -------------------------------- | --- | --- |
| 1. | Unforgiven 7 de setembro de 2008 | Matt Hardy venceu Mark Henry, Chavo Guerrero, Finlay e The Miz para ganhar o ECW Championship         | - Chavo Guerrero obteve um pin sobre Matt Hardy - Matt Hardy obteve um pin sobre Chavo Guerrero - Mark Henry obteve um pin sobre Chavo Guerrero - Finlay obteve um pin sobre Matt Hardy - Matt Hardy obteve um pin sobre The Miz |
| 2. | Unforgiven 7 de setembro de 2008 | Triple H venceu Jeff Hardy, MVP, Shelton Benjamin e The Brian Kendrick para manter o WWE Championship | - Jeff Hardy obteve um pin sobre The Brian Kendrick - The Brian Kendrick obteve um pin sobre Jeff Hardy - Triple H obteve um pin sobre The Brian Kendrick - Jeff Hardy obteve um pin sobre MVP - Triple H obteve um pin sobre The Brian Kendrick - Jeff Hardy obteve um pin sobre The Brian Kendrick - Triple H obteve um pin sobre MVP |
| 3. | Unforgiven 7 de setembro de 2008 | Chris Jericho¹ venceu Batista, JBL, Kane e Rey Mysterio para ganhar o World Heavyweight Championship  | - Kane obteve um pin sobre JBL - Batista obteve um pin sobre Kane - Chris Jericho obteve um pin sobre Kane |
| 4. | The Bash 28 de junho de 2009     | Tommy Dreamer venceu Christian, Finlay, Jack Swagger e Mark Henry para manter o ECW Championship      | - Jack Swagger obteve um pin sobre Finlay - Finlay obteve um pin sobre Jack Swagger - Mark Henry obteve um pin sobre Tommy Dreamer - Jack Swagger obteve um pin sobre Mark Henry - Tommy Dreamer obteve um pin sobre Christian |

¹ - O campeão até então, CM Punk, foi atacado nos bastidores e não pôde competir. Jericho foi escolhido como substituto.